# Nelinearna optika
Nelinearna optika se ukvarja s proučevanjem optičnih pojavov v snoveh, v katerih polarizacija ni linearno odvisna od električne poljske jakosti vpadne svetlobe, temveč vsebuje tudi višje potence. Te pojave opazimo pri zelo veliki jakosti električnega polja (tipično nad {\displaystyle 10^{6}} W/m{\displaystyle ^{2}}), ki jo dosežemo z uporabo laserjev. Tipična primera nelinearnih optičnih pojavov sta odvisnost lomnega količnika od intenzitete vpadne svetlobe ter sprememba valovne dolžine svetlobe ob prehodu skozi tako snov. 

## Matematični zapis
Polarizacijo {\displaystyle {\vec {P}}} v snovi lahko v prisotnosti zunanjega električnega polja {\displaystyle {\vec {E}}} zapišemo v obliki Taylorjevega razvoja po potencah polja:
{\displaystyle {\vec {P}}=\epsilon _{0}\chi ^{(1)}{\vec {E}}+\epsilon _{0}\chi ^{(2)}:{\vec {E_{1}}}{\vec {E_{2}}}+\epsilon _{0}\chi ^{(3)}:{\vec {E_{1}}}{\vec {E_{2}}}{\vec {E_{3}}}+\cdots ,}
pri čemer je {\displaystyle \epsilon _{0}} influenčna konstanta, tenzorji {\displaystyle \chi } označujejo električno susceptibilnost, znak : pa pomeni skalarni produkt tenzorja z vektorji, ki sledijo. Tenzorji {\displaystyle \chi } so ustreznih rangov, {\displaystyle \chi ^{(1)}} je tako drugega ranga, {\displaystyle \chi ^{(2)}} je tretjega in tako dalje. 
Člene poimenujemo glede na potenco električnega polja, ki nastopa v posameznem členu. Tako je prvi člen linearni in predstavlja linearni odziv snovi na zunanje električno polje. Z njim se ukvarja linearna optika. Drugi člen prinese nelinearnost drugega reda, tretji tretjega reda in tako naprej. Vsi členi od drugega naprej sodijo v področje nelinearne optike. 
Za dovolj majhne jakosti električnega polja lahko vse snovi v približku obravnavamo kot optično linearne. Pri večjih intenzitetah, kakršne dosegamo z uporabo laserjev, pa moramo upoštevati tudi prispevke višjega reda. Kljub temu so učinki praviloma razmeroma majhni, saj so tipične vrednosti v tenzorju {\displaystyle \chi ^{(2)}} okoli {\displaystyle 10^{-11}} m/V, v vsakem naslednjem redu pa še za tak faktor manjše. Tako je tipična vrednost v {\displaystyle \chi ^{(3)}} le okoli {\displaystyle 10^{-22}} (m/V){\displaystyle ^{2}}. 

## Zgodovina
Za zametek raziskav nelinearne optike lahko štejemo Kerrovo študijo elektrooptičnih in magnetooptičnih odzivov snovi iz leta 1875, ko je odkril Kerrov pojav. Nekaj let kasneje je temu sledilo še odkritje Pockelsovega pojava. Prva, ki sta opazila spremembo optičnih lastnosti snovi v odvisnosti od intenzitete svetlobe, sta bila S. I. Wawilow in W. L. Lewschin z Moskovske državne univerze leta 1926. V steklu, dopiranim z uranom, sta dosegla zasičenje absorbcije svetlobe. Wawilow je napovedal obstoj pojava, pri katerem bi hitrost svetlobe lahko bila odvisna od njene intenzitete, vendar je bil prepričan, da je tako veliko intenziteto možno doseči le znotraj zvezd. Moderni čas nelinearne optike se je začel z odkritjem laserja leta 1960, s katerim je bilo mogoče dosegati velike električne poljske jakosti, ki so potrebne za opazovanje nelinearnih optičnih pojavov. Temu je sledil izreden teoretični in eksperimentalni razmah področja. Industrijska uporaba je sledila uporabi laserja, trenutno najbolj uporabljen pa je proces podvajanja frekvence.

## Nelinearni pojavi drugega reda
Nelinearne pojave drugega reda opišemo s členom oblike
{\displaystyle P_{i}=\epsilon _{0}\sum \chi _{ijk}E_{1j}E_{2k}.}
Za {\displaystyle {\vec {E}}_{1}} in {\displaystyle {\vec {E}}_{2}} uporabimo običajna nastavka za ravne valove:
{\displaystyle E_{1,2}=A_{1,2}e^{i({\vec {k}}_{1,2}\cdot {\vec {r}}-\omega _{1,2}t)}+B_{1,2}e^{-i({\vec {k}}_{1,2}\cdot {\vec {r}}-\omega _{1,2}t)},}
kjer so {\displaystyle {\vec {A}}_{i},{\vec {B}}_{i}} amplitude valovanj, {\displaystyle {\vec {k}}_{i}} valovna vektorja, 
{\displaystyle \omega _{i}} krožni frekvenci valovanj, {\displaystyle {\vec {r}}} označuje krajevni vektor in {\displaystyle t} čas.
V splošnem dobimo v snovi valovanje pri frekvencah {\displaystyle \omega _{1}+\omega _{2}} in {\displaystyle \omega _{1}-\omega _{2}}. Prvi pojav imenujemo 
generacija vsote frekvenc (SFG, sum frequency generation), drugega pa generacija razlike frekvenc (DFG, difference frequency generation). Če sta frekvenci enaki, dobimo v prvem primeru optično podvajanje frekvenc in v drugem optično usmerjanje.
Industrijsko uporabno je predvsem podvajanje frekvenc (zlasti je znano podvajanje frekvence Nd:YAG laserja s kristalom KH2PO4), vendar imajo tudi drugi pojavi pomembne uporabe, kot na primer za parametrično ojačevanje (uporablja se za ojačanje in regeneracijo optičnih signalov) ter za izdelavo frekvenčno nastavljivega laserja.
V splošnem ima tenzor {\displaystyle \chi ^{(2)}} 27 različnih koeficientov (3x3x3). Ker sta polji 1 in 2 med seboj zamenjljivi, mora to simetrijo odražati tudi tenzor, zaradi česar ostane le 18 med seboj neodvisnih komponent. Če ima optični material še dodatne simetrije, se število neničelnih ali različnih elementov še dodatno zmanjša. V primeru, da ima snov center inverzije, so vsi členi enaki 0 in do nelinearnih pojavov drugega reda ne pride. Za te pojave dobimo torej enako zahtevo kot za Pockelsov pojav.

## Nelinearni pojavi tretjega reda
Člen, ki opisuje nelinearne pojave tretjega reda, zapišemo kot
{\displaystyle P_{i}=\epsilon _{0}\sum \chi _{ijkl}E_{1j}E_{2k}E_{3l}.}
Podobno kot pri pojavih drugega reda, ugotovimo, da v tem primeru prihaja do generacije vseh možnih kombinacij treh frekvenc valovanj, optičnega potrojevanja frekvenc, optične fazne konjugacije in do tehnološko izredno pomembnega optičnega Kerrovega pojava, pri katerem je lomni količnik snovi odvisen od intenzitete svetlobe. S tem pojavom sta povezana tudi samofokusacija žarka in pod določenimi pogoji tudi nastanek optičnih solitonov.
Tenzor {\displaystyle \chi ^{(3)}} ima zaradi zamenljivosti polj 1,2 in 3 različnih 30 parametrov od 81. Število teh parametrov se nato še dodatno zmanjša, če imam material dodatne simetrije. V enostavni kubični celici ostanejo le elementi: xxxx, xxyy, xyxy in xyyx, pri čemer velja še pogoj xxxx = xxyy+xyxy+xyyx, s katerim lahko odpravimo še en parameter. Ostali elementi, ki niso omenjeni so ali enaki nič, ali pa enaki kakemu izmed naštetih. Za razliko od nelinearnih pojavov drugega reda opazimo pojave tretjega reda v vseh snoveh, tudi kristalih z inverzijsko simetrijo. Izredno močno nelinearnost tretjega reda kažejo predvsem nekatere organske molekule na osnovi benzena.
Nelinearni pojavi tretjega reda so potencialno uporabni tudi za optične računalnike, kjer bi en žarek fazno moduliral drugega, s čimer bi se dalo izdelati optična logična vrata. Prednost takega računalnika bi bila izredna hitrost, Kerrov efekt se lahko namreč uporabi tudi za moduliranje izredno visoke frekvence signalov. Vendar je pri praktični uporabi velik problem v materialih, ker ne zdržijo dovolj visoke frekvence pulzov brez poškodb. Tako so posamezna vrata sicer sposobna preklopiti bistveno hitreje kot polprevodniški tranzistor, vendar bi bila delovna frekvenca vseeno precej manjša.

## HHG (generacija visokih harmonikov)
Do generacije visokih harmonikov pride pri izredno visokih intenzitetah svetlobe {\displaystyle 10^{18}} W/m{\displaystyle ^{2}}, ki jih dosežemo z izredno kratkimi sunki laserske svetlobe. Ko posvetimo na plin, je električna poljska jakost svetlobe primerljiva s Coulombovim poljem. Atomi se ionizirajo, nato pa elektroni priletijo nazaj v atome. Kot rezultat dobimo serijo zelo kratkih bliskov, praviloma krajših od prvotnih laserskih sunkov. Potrebno pa je imeti linearno polarizirano svetlobo, da se elektroni vrnejo ustrezno nazaj. Valovne dolžine večkratnikov vpadne svetlobe tako segajo v območje ultravijoličnega ali celo rentgenskega valovanja. Značilno za visoke harmonike je tudi, da dobimo veliko število vrhov s podobno intenziteto. 
Generacija visokih harmonikov se v industriji ne uporablja, zanimivi pa so v osnovnih raziskavah. Uporabimo jih kot vir koherentne svetlobe v spektralnem območju pod 100 nm in kot vir izredno kratkih svetlobnih sunkov (v atosekundnem območju).

## Drugi nelinearni pojavi
Nelinearnih pojavov je še veliko, recimo že omenjeno zasičenje absorbcije, fazno konjugirano zrcalo, mešanje štirih žarkov, modulacija faze med različnimi žarki in drugi pojavi. Večina teh pojavov temelji na tretjem redu nelinearnosti. Višji redi bi lahko pripeljali še do večjega števila različnih pojavov, vendar je težko najti material z ustreznimi lastnostmi, ki bi omogočil njihovo preučevanje. Trenutno se precej teoretične pozornosti s stališča novih materialov posveča zlasti nelinearnim fotonskim kristalom, vendar je že proizvodnja linearnih kristalov v optičnem področju zelo težavna, nelinearni pa še niso bili uspešno narejeni.